# Freitag der 13. – Jason kehrt zurück
Freitag der 13. – Jason kehrt zurück (Originaltitel: Friday the 13th Part 2) ist ein US-amerikanischer Horrorfilm aus dem Jahr 1981 von Steve Miner, der damit sein Regiedebüt gab. Es handelt sich um die erste Fortsetzung des Horror-Klassikers Freitag der 13. Amy Steel, John Furey und Adrienne King spielen die Hauptrollen in dieser Geschichte, die erneut im Camp am Crystal Lake angesiedelt ist.

## Handlung
Fünf Jahre sind seit den schrecklichen Ereignissen am Camp „Crystal Lake“ vergangen. Als die einzige Überlebende, Alice, spurlos verschwindet, ahnt noch niemand, dass die Tat sich wiederholen wird. Es sind einzig und allein Blutspuren in ihrer Wohnung gefunden worden.
Man eröffnet ein neues Camp, das am selben See liegt wie das Camp „Crystal Lake“. Der Leiter dieses Ferienlagers, Paul, bereitet sich mit seiner Freundin Ginny und weiteren Betreuern darauf vor, das Camp bald zu eröffnen. Eines Nachts unternimmt Paul mit seinen Angestellten einen Ausflug in die Stadt, wobei einige jedoch aus verschiedenen Gründen zurückbleiben. Während die Ausflügler sich in einer Kneipe amüsieren, geschehen merkwürdige Dinge im Camp. Ein fremder Mann, der einen Sack über dem Kopf trägt, beginnt damit, die Aufseher abzuschlachten. Als Paul und Ginny zum Camp zurückkehren, bemerken sie, dass etwas nicht stimmt. Alle sind spurlos verschwunden. Während Paul unten nachsieht, findet Ginny eine Etage höher ein blutverschmiertes Bett. Aus der Dunkelheit heraus wird Paul dann von einem Fremden, bei dem es sich um Jason handelt, angegriffen. Als statt Paul Jason in Ginnys Nähe auftaucht,  rennt diese in den Wald. Sie entkommt ihrem Verfolger mehrmals nur knapp, bis sie ein einsames Häuschen entdeckt. Dort findet Ginny den Kopf einer Frau und einen alten Pullover. Sie sieht Jason kommen und verschließt die Tür. Jason versucht nun, die Tür mit einer Spitzhacke aufzubrechen. Inzwischen zieht Ginny den Pullover an und versteht langsam die Geschehnisse: Jason tötet für seine im ersten Teil geköpfte Mutter weiter, um sie zu rächen. Als er in den Raum eintritt, redet Ginny ihm gut zu und bringt ihn dazu, sich niederzuknien. Als er jedoch realisiert, dass nicht seine Mutter zu ihm spricht, sondern ihr Kopf noch auf dem Tisch liegt, will er Ginny töten. In diesem Moment taucht Paul auf und kämpft mit Jason. Ginny holt sich die Machete und rammt diese tief in Jasons Schulter. Als er scheinbar tot zu Boden fällt, nimmt sie ihm das Tuch vom Kopf. Sodann kehren Paul und Ginny zum Camp zurück. Im Haus angekommen hören sie ein Kratzen an der Tür. Paul öffnet diese, als ein Hund vor ihnen steht, ist ihnen die Erleichterung anzusehen. Ginny steht mit dem Rücken zu einem Fenster. Als sie aufsteht, springt Jason durch das Fenster und wirft sie zu Boden. Erst jetzt sieht man das entstellte Gesicht von Jason. Am nächsten Morgen wird Ginny von einem Krankenwagen abtransportiert. Von Paul fehlt jedoch jede Spur.

## Synchronisation
Die deutsche Synchronfassung entstand in Hamburg.
| Figur                 | Darsteller    | Deutscher Sprecher |
| --------------------- | ------------- | ------------------ |
| Ginny Field           | Amy Steel     | Monika Barth       |
| Paul Holt             | John Furey    | Lutz Mackensy      |
| Alice Hardy           | Adrienne King | Reinhilt Schneider |
| Ted                   | Stuart Charno | Jens Wawrczeck     |
| Crazy Ralph           | Walt Gorney   | Rolf Jülich        |
| Sandra                | Marta Kober   | Gabriele Libbach   |
| Mark                  | Tom McBride   | Douglas Welbat     |
| Jeff                  | Bill Randolph | Michael Harck      |
| Pamela Voorhees       | Betsy Palmer  | Ursula Sieg        |
| junger Jason Voorhees | Ari Lehmann   | Christian Stark    |

## Produktion

### Produktionsnotizen
Jason bekommt sein charakteristisches Markenzeichen, eine Eishockeymaske, erst im dritten Teil. In diesem Teil trägt er einen verdreckten Sack über dem Kopf. Jason bekam in den nachfolgenden Filmen eine andere Maskierung, weil im Jahr 1980 das Drama Der Elefantenmensch in die Kinos kam, bei dem der Hauptcharakter auch einen Sack über dem Kopf trägt. Man wollte nicht, dass Jason mit einer ernsthaften Figur wie dem Elefantenmenschen verglichen wird. In diesem Teil tritt Jason erstmals im Erwachsenenalter auf. Wie in den meisten Filmen der Reihe wird Jason auch in diesem von zwei Darstellern dargestellt, einmal einem Stuntman und zum anderen einem Darsteller, der für Nahaufnahmen oder unmaskierte Aufnahmen eingesetzt wird.
Obwohl Jason in diesem Film erstmals als Killer auftaucht, lautet der deutsche Filmtitel Jason kehrt zurück. Die Anfangsszene dauert 12 Minuten – erst dann wird der Titel des Films eingeblendet.
Die Katze, die Alice in der Anfangssequenz „anspringt“, wird offensichtlich durch das Fenster geworfen. Ursprünglich war geplant, dass der mumifizierte Kopf von Pamela Voorhees am Ende der Schlussszene die Augen öffnet. Letztendlich entschied sich Regisseur Steve Miner allerdings dagegen, weil er es für Quatsch hielt und befürchtete, dass der Gesamteindruck des Films dadurch geschmälert werden könnte.
Zehn Menschen werden in diesem Film getötet. Als Waffen werden unter anderem verwendet: Eispickel, Hammer, Machete, Stacheldraht, ein Speer. In den Teilen 2 bis 4 läuft Jason seinen Opfern noch hinterher, um sie zu töten, aber schon in den weiteren Teilen geht er ihnen langsam entgegen. Getreu dem Motto: „Ihr könnt vor mir weglaufen, aber ihr könnt euch nicht vor mir verstecken.“ Im Soundtrack des Films erklingt der Titel Itsy Bitsy Spider.

### Veröffentlichung
Der Sender Das Vierte strahlte den Horrorfilm am 2. November 2006 erstmals im Fernsehen aus. Aufgrund der erfolgten Indizierung musste der Film stark gekürzt werden. Nur dadurch, dass die zuvor agierenden Schauspieler plötzlich verschwunden waren, konnte man noch erahnen, dass sie Jason zum Opfer gefallen waren. In der Bundesrepublik Deutschland hatte der Film im März 1986 Videopremiere und am 4. Februar 2010 unter dem Titel Freitag, der 13. Teil 2 DVD-Premiere.
In den Vereinigten Staaten fand die Premiere des Films am 1. Mai 1981 statt. Im selben Jahr wurde er zudem in folgenden Ländern veröffentlicht: im Vereinigten Königreich (London und etwas später allgemein im Land), Australien, Spanien, Italien (Mailand), Japan, Schweden, Dänemark und Südkorea, 1982 in Frankreich, Argentinien, Kolumbien, in den Niederlanden, in Uruguay, Mexiko, Brasilien, Portugal und in der Türkei. Am 9. August 1985 wurde der Film auf dem Splatter Movie Festival in vorgestellt. DVD-Premiere hatte der Film im Oktober 1999 in Kanada, im Januar 2002 in Griechenland und Finnland, im April 2002 in Ungarn. Im August 2020 wurde der Film in einer Wiederholung im polnischen Fernsehen gezeigt. Veröffentlicht wurde er zudem in Belgien, Bulgarien, Kroatien, Tschechien, Indien, Israel, Rumänien, Serbien, Slowakei, Südafrika, in der Sowjetunion, in Taiwan, Thailand und in der Ukraine. Der Trailer-Titel lautete in den USA Friday the 13th Part II, der Arbeitstitel Jason, alternativ Friday the 13th: Part II oder auch Friday the 13th Part 2.

### Altersfreigabe
Nachdem der Film 2002 von Paramount auf DVD veröffentlicht wurde, erschien im Februar 2009 der Film als Special Edition auf Blu-ray Disc. Sowohl die DVD als auch die Blu-ray beinhalten die R-Rated Fassung des Films. Die Erstauslieferung der Blu-ray Disc erfolgte fälschlicherweise mit einem „FSK 18“-Logo auf dem Frontcover nach Prüfungsrecht nach 2003. Dies machte den Eindruck, dass der Film frei verfügbar sei und nicht mehr indiziert werden könne. Da er allerdings bisher noch indiziert war, und vor 2003 von der FSK geprüft wurde, durfte das neue „FSK 18“-Logo nicht auf der Blu-ray-Ausgabe abgebildet werden. Laut Paramount sollte die Zweitlieferung ohne das falsche FSK-Logo ausgeliefert werden.
Die Bundesprüfstelle für jugendgefährdende Medien strich den Film im August 2009 von der Liste der jugendgefährdenden Medien („Index“).
Diesem Film wurde nach der Listenstreichung als erstem der Freitag-der-13.-Reihe von der FSK eine Freigabe ab 16 Jahren in der ungekürzten Fassung erteilt.

### Kosten, Erfolg
Der Low-Budget-Film kostete ca. 1 Million US-Dollar. Der Film spielte in den USA 21,7 Millionen US-Dollar ein. Das weltweite Einspielergebnis inklusive Verleih und Video/DVD, beträgt ca. 60 Millionen US-Dollar.

## Rezeption

### Kritik
Wie bereits der erste Teil stieß auch die Fortsetzung zunächst auf eine negative Resonanz. Auf der Webseite Rotten Tomatoes fielen nur 29 % der Kritiken positiv aus. In der Internet Movie Database konnte er noch eine Bewertung von 6,1 von 10 möglichen Punkten erreichen. Innerhalb der Serie gehören beide Werte zu den besseren Ergebnissen.
Jeremia Kipp stellte bei SLANT klar, dass inzwischen jeder wisse, was er von dieser Art von Film zu erwarten habe, was hier aber überrasche, seien die Low-Budget-Rohheit, das billige Filmmaterial, das vor Körnigkeit brodele, und die verwaschenen Lichtschemata, die dem Film eine Art Basis in der Realität verleihen würden. Eric Goldmann von IGN meinte, niemand werde einen solchen Film mit Qualitätskino verwechseln, zudem werde der Film noch durch ein verwirrendes, düsteres Ende getrübt. Aber immerhin gebe es einigen guten Nervenkitzel auf dem Weg dorthin. In der Variety war zu lesen, Horrorfans würden sich wahrscheinlich darüber freuen, eine weitere Gruppe sexy Teenager-Camp-Betreuer erleben zu können, die von einem weiteren unbekannten Angreifer grausam hingerichtet würde, allerdings werde die Begeisterung weichen, wenn die immer wieder gleichen Wendungen erkennbar würden. Gary Arnold befasste sich in der Washington Post mit dem Film und kam zu dem Ergebnis, Meiler verweile nicht ausdauernd bei den mehrfach stattfindenden Kehlenaufschlitzungen und Schädelspaltungen. Der Film komme daher weniger blutrünstig rüber als die der anderen Regisseure der Filmreihe oder von Konkurrenzreihen. Die Redaktion des TV-Guide-Magazins war da völlig anderer Meinung und schrieb, irgendwie sei dieser Film noch schlimmer als der erste. Im Grunde genommen sei dieser als Fortsetzung bezeichnete Film aber derselbe, außer dass diesmal andere Teenagern auf die übliche, sehr anschauliche Weise getötet würden. Rick Grön würzte seine Kritik im Magazin The Globe and Mail mit Sarkasmus, indem er feststellte, dieselbe Schar von Kindern versammle sich in einem Sommerlager, um ihrem vorhersehbaren Schicksal zu begegnen. Deren schauspielerische Talente widersetzten sich wieder einmal jeder Einschätzung, da die meisten gerade lange genug herumhingen, um die begrenzte Kleidung des amerikanischen Teenagers auszuziehen und die eingeschränkte Rolle eines blutigen Opfers zu übernehmen. In der Chicago Sun-Times befasste sich der Kritiker Roger Ebert mit dem Film, dem er bescheinigte, eine Mischung aus den Genres Mad Slasher und Dead Teenager zu sein. Etwa zwei Dutzend Filme pro Jahr zeigen einen verrückten Mörder, der zum Berserker mutiere, und diese seien alle ungefähr so schlecht wie dieser.
John Corry stellte in der New York Times klar, die Filmhandlung sei ein Vorwand, um Schrecken aller sadomasochistischer Arten zusammenzufügen, wobei die schauspielerische Leistung bestenfalls rudimentär sei. Trotzdem werde der Film wahrscheinlich ein Vermögen einspielen. John Brosnan vom Starburst resümierte, der Film möge kitschig, billig gemacht und unoriginell sein, aber die im ersten Film von Sean Cunningham aufgestellte Grundformel, sei narrensicher. Federico Furzan stellte im Cinelipsis fest, dies sei eine schreckliche Fortsetzung, die nur dazu diene, einen Bösewicht zu etablieren. Fast genauso sah das auch Matt Brunson von Film Frenzy, der schrieb, im Grunde sei dies eine faule Runderneuerung des ersten Films.
Das Lexikon des internationalen Films schrieb, der Film sei „ebenso rüde und plakativ inszeniert wie der Vorgänger und fast nur auf blutrünstige Schockeffekte aus“.

### Auszeichnungen
Negativauszeichnung – The Stinkers Bad Movie Awards 1981
- nominiert für den Stinker Award in der Kategorie „Schlechteste Fortsetzung“

Satellite Awards 2005
- nominiert für den Golden Satellite Award in der Kategorie „Beste DVD-Extras für die Gesamtkollektion“

Academy of Science Fiction, Fantasy & Horror Films, USA 2014
- nominiert für den Saturn Award in der Kategorie „Beste DVD/Blu-ray-Collection komplett“